# Klasa 1984
Klasa 1984 – australijsko-kanadyjski film fabularny z 1982 roku w reżyserii Marka L. Lestera. Zdjęcia do filmu realizowano w Toronto, w stanie Ontario.

## Fabuła
Andrew Norris, nowy nauczyciel muzyki, podejmuje pracę w liceum, pełnym przemocy i niebezpieczeństwa. Odkrywa on, że szkołą rządzi młody przestępca i handlarz narkotykami, Peter Stegman. Nauczyciel zamierza przywrócić normalność w szkole.

## Obsada
- Perry King jako Andrew Norris
- Timothy Van Patten jako Peter Stegman
- Roddy McDowall jako Terry Corrigan
- Stefan Arngrim jako aptekarz
- Keith Knight jako Barnyard
- Lisa Langlois jako Patsy
- Neil Clifford jako Fallon
- Al Waxman jako detektyw Stewiski

i inni